# Alcanhões
Alcanhões é uma vila portuguesa que é sede da Freguesia de Alcanhões do Município de Santarém, freguesia com 11,44 km² de área e 1344 habitantes (censo de 2021), tendo, por isso, uma densidade populacional de 117,5 hab./km².
A cerca de 80 km de Lisboa, esta freguesia ribatejana está situada num planalto. A freguesia de Alcanhões é delimitada a norte por Achete e São Vicente do Paul, a este por Vale de Figueira, a sul pela cidade de Santarém e pela Ribeira de Santarém e a oeste pela Póvoa de Santarém.
A povoação de Alcanhões foi elevada à categoria de vila em 1928.

## Demografia
A população registada nos censos foi:
| Distribuição da População por Grupos Etários | Distribuição da População por Grupos Etários | Distribuição da População por Grupos Etários | Distribuição da População por Grupos Etários | Distribuição da População por Grupos Etários |
| -------------------------------------------- | -------------------------------------------- | -------------------------------------------- | -------------------------------------------- | -------------------------------------------- |
| Ano                                          | 0-14 Anos                                    | 15-24 Anos                                   | 25-64 Anos                                   | > 65 Anos                                    |
| 2001                                         | 200                                          | 202                                          | 793                                          | 420                                          |
| 2011                                         | 203                                          | 116                                          | 777                                          | 373                                          |
| 2021                                         | 168                                          | 122                                          | 613                                          | 441                                          |

## Etimologia
O topónimo de Alcanhões não tem uma origem bem conhecida, sendo ainda motivo de controvérsia. Há várias teorias.
Uma delas, defendida pelo filósofo Adolfo Coelho, sugere que provém do vocábulo "canhões", à qual se antepôs o "al" árabe.
Existe outra versão, esta defendida pela Enciclopédia Portuguesa e Brasileira, que afirma que "Alcanhões" era uma palavra muito utilizada na região, outrora.

## Património
- Paços Reais de Alcanhões
- Praça Glauco de Oliveira
- Igreja Matriz de Santa Marta
- Capela de Nossa Senhora das Maravilhas
- Ruínas de Balneários Romanos
- Mercado Local de Alcanhões
- Fontanários
- Parque de Merendas
- Casa da Matança
- Edifício Sede da Junta de Freguesia
- Parque Infantil
- Centro de Saúde

Destaca-se no brasão de armas um chafariz em alusão às águas termais cloretadas sódicas para tratamento de doenças de pele e reumáticas, com resultados comprovados e classificadas como uma das melhores da Península Ibérica.

## História
Alcanhões teve, claramente, a presença dos romanos, dados os vestígios que apresenta. Na parte norte da vila encontram-se ruínas daquilo que foram balneários tipicamente romanos. Foi também ocupada pelos mouros antes da conquista de Santarém, local onde já existia uma povoação.
No século XII, Alcanhões fazia parte da freguesia de São Mateus, tal como o bairro ribeirinho da cidade de Santarém.
No século XIV, aquele lugar teria servido de ponto de encontro da Corte Real, destacando-se a sua presença sobretudo nos reinados de D. Pedro I e D. Fernando nos Paços Reais de Alcanhões, como comprovam as crónicas de Fernão Lopes.
Foi aqui, em Alcanhões, que se acordou a paz com Castela e Aragão numa situação de grande instabilidade política no reinado de D. Fernando. Foi também aqui que se engendrou o plano definitivo para o assassinato de D. Maria Teles, que era casada com o infante D. João (filho de D. Inês de Castro e de D. Pedro I) e que era irmã da rainha D. Leonor Teles. A herdeira do trono era D. Beatriz, filha do rei. O assassinato não passava de um pretexto para celebrar o casamento entre o infante D. João e D. Beatriz e, assim, estaria encontrado o herdeiro ao trono. Então, o infante D. João, antevendo a possibilidade de vir a ser Rei de Portugal, decide matar a sua própria mulher, D. Maria Teles em Coimbra. E assim, partem de Alcanhões, onde delinearam o plano definitivo para o assassinato da irmã da rainha D. Leonor, "às pressas". Por este motivo é que, ainda hoje, as pessoas naturais de Alcanhões são adjetivados de "apressados" e com tendência para fazer tudo imediatamente.
Nos finais do século XIV, a antiga residência real era conhecida por "Paços Velhos de Alcanhões", devido ao seu avançado estado de degradação. Foi D. Manuel I que doou a propriedade a D. João de Meneses, mordomo-mor do reino de Portugal que exigia o pagamento de dois frangos por altura do Natal como renda, existindo ainda uma cláusula que obrigava o novo proprietário a recuperar os Paços Velhos de Alcanhões, impedindo a sua venda ou penhora. Hoje, ainda se conservam dois tanques, uma parte da torre de menagem e um antigo fontanário.
No início do século XVI, a povoação já era composta por cerca de 30 casas, um número considerável para a época. A partir de 1514, a povoação beneficiou de uma certa autonomia religiosa e, através de uma petição ao Prior de São Mateus, foi possível começar a realizar celebrações religiosas nesse lugar, pois tinham de percorrer uma longa distância para chegar à Igreja Paroquial da freguesia, localizada a cerca de 7 quilómetros das suas casas.
Finalmente, no dia 6 de outubro de 1852, estando no trono D. Maria II, o Cardeal D. Guilherme, Patriarca de Lisboa, concedia a total autonomia civil e religiosa a Alcanhões. Pode-se, assim, estabelecer esta data como o nascimento da freguesia alcanhoense e a sua separação da freguesia de São Mateus que teria sido extinto no ano anterior pelo mesmo cardeal. E assim, a freguesia da Ribeira de Santarém e de Alcanhões tornar-se-iam independentes uma da outra.
A 21 de março de 1928, Alcanhões foi elevada a vila por decreto assinado por Óscar Carmona, Presidente da República de Portugal na época, como resposta a uma proposta apresentada pelo Governador Civil de Santarém.

## Junta de Freguesia de Alcanhões
As últimas eleições para a Assembleia de Freguesia, em 2021, determinaram que a lista do Partido Socialista fosse aquela com maior representação com 44,53% dos votos. O atual presidente da Junta de Freguesia é Pedro Mena Esteves.

## Economia
Alcanhões é uma vila predominantemente ligada ao sector agrícola, com o cultivo da vinha e do olival, destacando-se dessa forma o Vinho, o Azeite e a distinta Uva de mesa. No sector industrial conta com a presença de empresas do sector da reparação automóvel, do processamento de madeiras, da Panificação e da Agropecuária, com a criação de gado suíno e bovino (este último com produção de leite para distribuição para fornecedores nacionais). 
O produto de maior destaque é sem dúvida o Vinho. Em Alcanhões estão instaladas diversas empresas vinícolas (produtoras de vinho), a sua maioria adegas familiares e tradicionais que se têm vindo a modernizar, contando ainda com a única Adega Cooperativa do concelho de Santarém, a Adega Cooperativa de Alcanhões CRL. Esta ultima, com um papel crucial na economia de Alcanhões, devido ao seu estatuto quer a nível regional, quer nacional e internacional, tendo já em carteira diversos prémios conquistados nos concursos nacionais e também internacionais. 
O vinho que se produz em Alcanhões representa aquilo que é o Vinho do Ribatejo e é paragem obrigatória para os interessados neste produto. Anualmente, entre o final de março e o início de abril, decorre em Alcanhões a Festa do Vinho, um certame que já ganhou o seu lugar no panorama dos eventos do concelho, proporcionando aos visitantes um roteiro por todas as adegas da vila, onde os mesmos podem conhecer e desfrutar de lugares com história, e provar os bons vinhos ali produzidos. As adegas aderentes do evento, levam assim a provar o seu melhor Vinho, perante um concurso local, culminando no final do dia num beberete, onde são distribuídos os prémios aos melhores vinhos do ano.

## Personalidades
- Comendador Paulino da Cunha e Silva: Grande lavrador e proprietário, foi o fundador da Casa Agrícola dos Herdeiros de Paulino da Cunha e Silva, uma das casas agrícolas mais importantes de Portugal a partir dos finais do século XIX. Possuía um grande número de quintas e terrenos na região do Ribatejo e também na Estremadura. De entre as actividades desta empresa, destacam-se a criação de cavalos e touros, sobretudo para as lides tauromáquicas, os vinhos, os cereais e o azeite (em 1873, numa grande Exposição Internacional em Viena de Áustria, o azeite da Quinta da Comenda (Alcanhões) ali representado alcançou o primeiro prémio).

- Conselheiro Henrique de Barros Gomes: Faleceu em Alcanhões a 9 de Novembro de 1898. Este conhecido estadista foi ministro da Fazenda, da Marinha, dos Negócios Estrangeiros na altura do "ultimatum" de Inglaterra (foi ele quem redigiu o protesto oficial do Governo português contra o acto inglês), e foi ainda director e vice-governador do Banco de Portugal.

- Bernardino Barros Gomes, Engenheiro Florestal. Formado na Saxônia (Alemanha) teve em Portugal uma notável carreira como botânico e silvicultor, distinguindo-se pelos seus trabalhos nas matas do Vale do Zebro, da Machada e sobretudo no Pinhal de Leiria, cujo metódico ordenamento a ele se devem. Por sua iniciativa e empenho foi construído o primeiro edifício escolar em Alcanhões (1878), localidade onde residiu na Quinta das Ladeiras, propriedade da família.

- Jacinto Rego de Almeida: Conhecido escritor e diplomata, exerceu funções de conselheiro económico na Embaixada de Portugal em Brasília. Nasceu em Alcanhões em 1942, tendo ido viver para o Brasil em 1968. Dos seus livros destacam-se "O Afiador de Facas" (1987), "O Monóculo" (1990) e "A Gravação" (1995) e, mais recentemente, "A verdadeira história do bandido Maximiliano" (2011) e "Paquita" (2015).